# (34338) 2000 QM216
2000 QM216 (asteroide 34338) é um asteroide da cintura principal. Possui uma excentricidade de 0.04009480 e uma inclinação de 3.12543º.
Este asteroide foi descoberto no dia 31 de agosto de 2000 por LINEAR em Socorro.